# Willy Planckaert
Willy Planckaert, nascido a 5 de abril de 1944 em Nevele é um ciclista belga. É o irmão de Walter e de Eddy. O seu filho Jo Planckaert também foi ciclista profissional.

## Palmarés
| 1964 - 1 etapa do Tour de Loir-et-Cher 1965 - 1 etapa da Paris-Luxemburgo 1966 - 2 etapas do Tour de France e classificação por pontos - 1 etapa do Tour de Luxemburgo 1967 - G. P. Pino Cerami - 3 etapas do Giro d'Italia 1969 - 1 etapa do Tour de l'Oise 1970 - 1 etapa do Tour de Luxemburgo 1973 - 1 etapa do Tour de Luxemburgo - 1 etapa dos Quatro Dias de Dunquerque - 1 etapa do Tour do Norte - 3º no Campeonato da Bélgica em Estrada | 1974 - Circuit de l'Escaut - Circuito de Houtland - 1 etapa da Volta à Polónia 1976 - Através de Flandres - 1 etapa da Dauphiné Libéré - 1 etapa dos Quatro Dias de Dunquerque 1977 - Étoile de Bessèges, mais 3 etapas - 1 etapa dos Quatro Dias de Dunquerque |

## Linha do tempo
| Carreira           | 1965 | 1966 | 1967 | 1968 | 1969 | 1970 | 1971 | 1972 | 1973 | 1974 | 1975 | 1976 | 1977 | 1978 | 1979 | 1980 | 1981 | 1982 | 1983 | 1984 | 1985 | 1986 | 1987 | 1988 |
| ------------------ | ---- | ---- | ---- | ---- | ---- | ---- | ---- | ---- | ---- | ---- | ---- | ---- | ---- | ---- | ---- | ---- | ---- | ---- | ---- | ---- | ---- | ---- | ---- | ---- |
| Giro d'Italia      | -    | -    | 41º  | Ab.  | -    | -    | -    | -    | -    | -    | -    | -    | -    | -    | -    | -    | -    | -    | -    | -    | -    | -    | -    | -    |
| Tour de France     | -    | 40º  | Ab.  | -    | Ab.  | -    | -    | -    | -    | -    | -    | -    | -    | -    | -    | -    | -    | -    | -    | -    | -    | -    | -    | -    |
| Volta a Espanha    | -    | -    | -    | -    | -    | -    | Ab.  | Ab.  | -    | -    | Ab.  | -    | -    | -    | -    | -    | -    | -    | -    | -    | -    | -    | -    | -    |
| Mundial em Estrada | -    | Ab.  | -    | -    | -    | -    | -    | -    | -    | -    | -    | -    | -    | -    | -    | -    | -    | -    | -    | -    | -    | -    | -    | -    |